# Sergey Brin
Sergey Brin (rusko Серге́й Миха́йлович Брин) rusko-ameriški računalnikar in poslovnež, * 21. avgust 1973, Moskva, Sovjetska zveza. 
Brin je najbolj znan kot soustanovitelj podjetja Google (z Larryjem Pageom) in je med najbogatejšimi ljudmi v ZDA.

## Zgodnje življenje in izobraževanje
Rodil se je judovskim staršema Michaelu in Jeni Brin (oba matematika). Leta 1979, ko je imel Brin 6 let, se je s starši preselil v Združene države Amerike. Septembra leta 1990 se je Brin vpisal na študij računalništva in matematike na Univerzi v Marylandu. Po končanem študiju je dobil štipendijo za magisterij na Stanfordu. Magistriral je avgusta 1995 in začel delati doktorat, ki pa ga zaradi dela za Google ni dokončal.

## Osebno življenje
Maja 2007 se je pročil z Anne Wojcicki na Bahamih.